# هورادیز (روستا)
هورادیز (به ارمنی: Հորադիզ) یک منطقه مسکونی در جمهوری آرتساخ است که در استان هادروت واقع شده است. این ناحیه در ۲۰ سپتامبر ۲۰۲۰ طی درگیری ناگورنو قره‌باغ (۲۰۲۰) به تصرف ارتش جمهوری آذربایجان درآمد.